# Croutelle
Croutelle est une commune du Centre-Ouest de la France, située dans la banlieue sud-ouest de Poitiers, dans le département de la Vienne en région Nouvelle-Aquitaine.
Ses habitants sont appelés les Croutellois.

## Géographie

### Localisation
Croutelle est entourée des communes de Ligugé, Fontaine-le-Comte, Vouneuil-sous-Biard ainsi que de la ville de Poitiers. Elle est traversée par la route nationale 10.

### Communes limitrophes
|                   | Poitiers  |        |
| Fontaine-le-Comte | Croutelle |        |
|                   |           | Ligugé |

### Climat
Pour des articles plus généraux, voir Climat de la Nouvelle-Aquitaine et Climat de la Vienne.
Historiquement, la commune est exposée à un climat océanique du nord-ouest.  
En 2020, Météo-France publie une typologie des climats de la France métropolitaine dans laquelle la commune est exposée à un climat océanique altéré et est dans la région climatique  Poitou-Charentes, caractérisée par un bon ensoleillement, particulièrement en été et des vents modérés.
Pour la période 1971-2000, la température annuelle moyenne est de 11,4 °C, avec une amplitude thermique annuelle de 14,6 °C. Le cumul annuel moyen de précipitations est de 727 mm, avec 11,3 jours de précipitations en janvier et 6,7 jours en juillet. Pour la période 1991-2020, la température moyenne annuelle observée sur la station météorologique la plus proche, située sur la commune de Biard à 4,73 km à vol d'oiseau, est de 0,0 °C et le cumul annuel moyen de précipitations est de 0,0 mm,. Pour l'avenir, les paramètres climatiques de la commune estimés pour 2050 selon différents scénarios d'émission de gaz à effet de serre sont consultables sur un site dédié publié par Météo-France en novembre 2022.

## Urbanisme

### Typologie
Au 1er janvier 2024, Croutelle est catégorisée bourg rural, selon la nouvelle grille communale de densité à sept niveaux définie par l'Insee en 2022.
Elle appartient à l'unité urbaine de Fontaine-le-Comte, une agglomération intra-départementale regroupant deux  communes, dont elle est une commune de la banlieue,,. Par ailleurs la commune fait partie de l'aire d'attraction de Poitiers, dont elle est une commune de la couronne,. Cette aire, qui regroupe 97 communes, est catégorisée dans les aires de 200 000 à moins de 700 000 habitants,.

### Occupation des sols
L'occupation des sols de la commune, telle qu'elle ressort de la base de données européenne d’occupation biophysique des sols Corine Land Cover (CLC), est marquée par l'importance des territoires artificialisés (58,3 % en 2018), en augmentation par rapport à 1990 (36 %). La répartition détaillée en 2018 est la suivante : 
zones urbanisées (44,3 %), terres arables (20,2 %), forêts (18,1 %), zones industrielles ou commerciales et réseaux de communication (14 %), prairies (2,2 %), zones agricoles hétérogènes (1,2 %). L'évolution de l’occupation des sols de la commune et de ses infrastructures peut être observée sur les différentes représentations cartographiques du territoire : la carte de Cassini (XVIIIe siècle), la carte d'état-major (1820-1866) et les cartes ou photos aériennes de l'IGN pour la période actuelle (1950 à aujourd'hui).

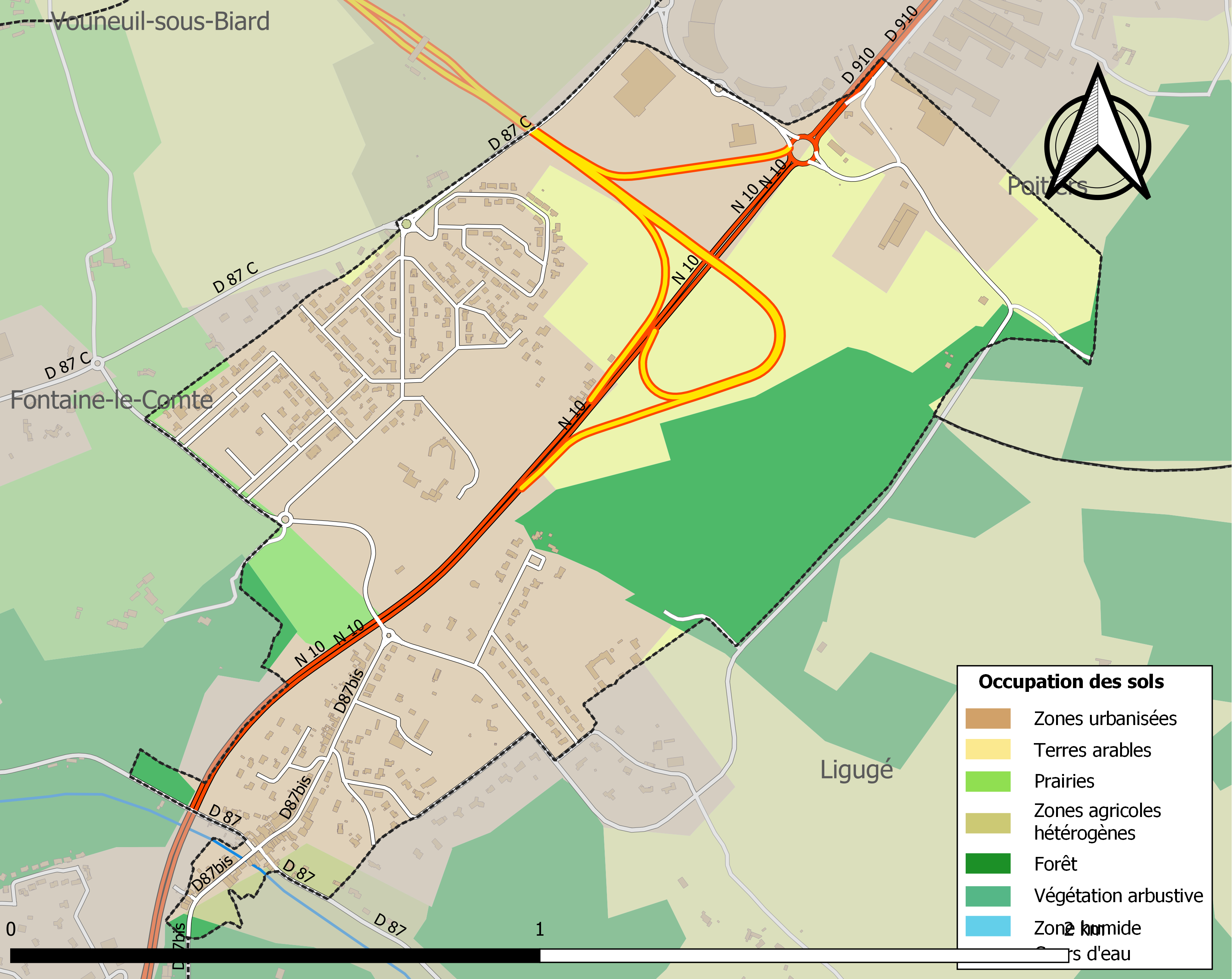
Carte des infrastructures et de l'occupation des sols de la commune en 2018 (CLC).

### Risques majeurs
Le territoire de la commune de Croutelle est vulnérable à différents aléas naturels : météorologiques (tempête, orage, neige, grand froid, canicule ou sécheresse), mouvements de terrains et séisme (sismicité modérée). Il est également exposé à un risque technologique,  le transport de matières dangereuses. Un site publié par le BRGM permet d'évaluer simplement et rapidement les risques d'un bien localisé soit par son adresse soit par le numéro de sa parcelle.

#### Risques naturels

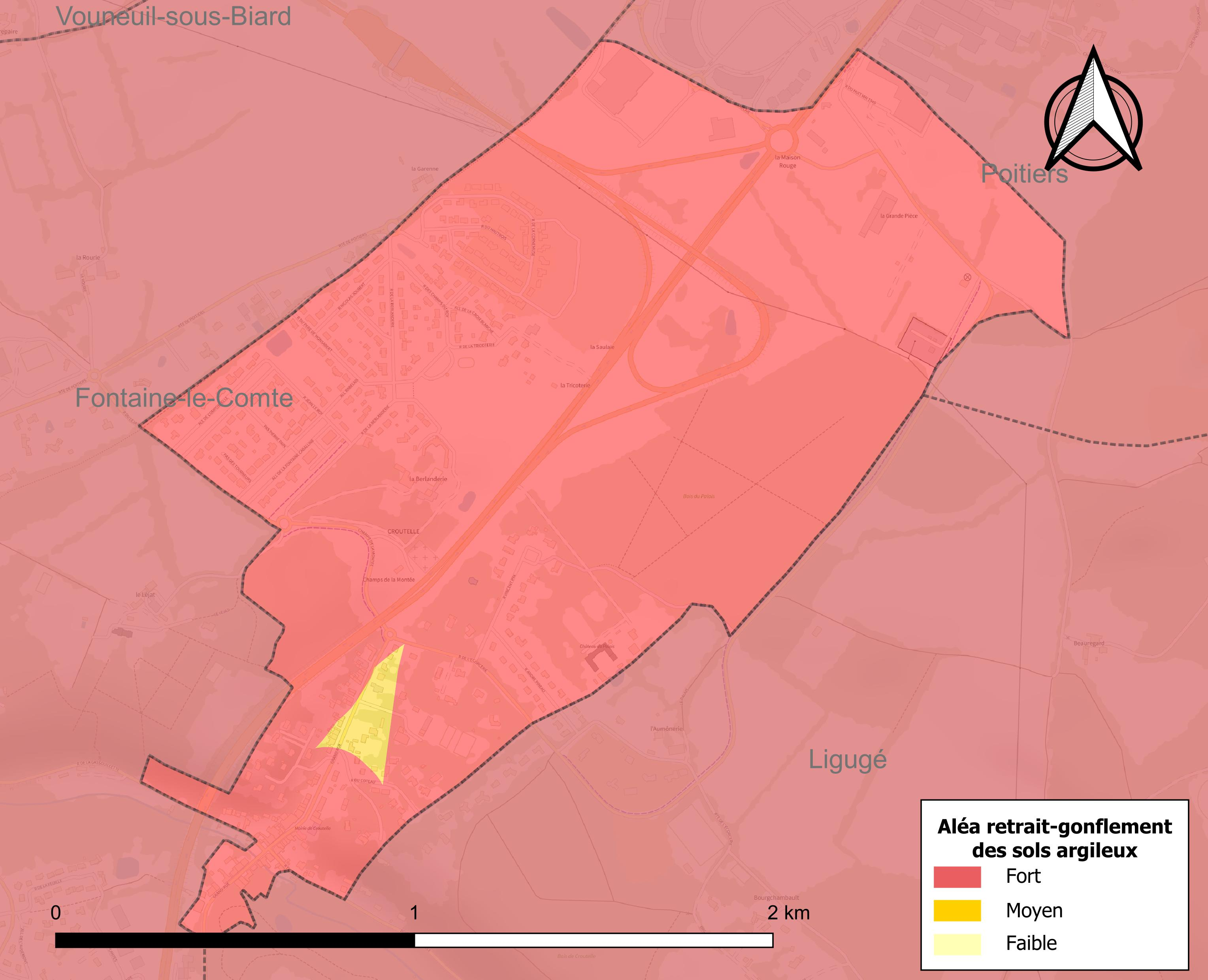
Carte des zones d'aléa retrait-gonflement des sols argileux de Croutelle.

Les mouvements de terrains susceptibles de se produire sur la commune sont des affaissements et effondrements liés aux cavités souterraines (hors mines) et des tassements différentiels. Afin de mieux appréhender le risque d’affaissement de terrain, un inventaire national permet de localiser les éventuelles cavités souterraines sur la commune. Le retrait-gonflement des sols argileux est susceptible d'engendrer des dommages importants aux bâtiments en cas d’alternance de périodes de sécheresse et de pluie. La totalité de la commune est en aléa moyen ou fort (79,5 % au niveau départemental et 48,5 % au niveau national). Depuis le 1er octobre 2020, en application de la loi ÉLAN, différentes contraintes s'imposent aux vendeurs, maîtres d'ouvrages ou constructeurs de biens situés dans une zone classée en aléa moyen ou fort,.
La commune a été reconnue en état de catastrophe naturelle au titre des dommages causés par les inondations et coulées de boue survenues en 1982, 1983, 1993, 1999 et 2010, par la sécheresse en 1989, 1991, 2003, 2005, 2011 et 2017 et par des mouvements de terrain en 1999 et 2010.

## Toponymie
Le nom du village dériverait du mot cruptellae qui désigne une crypte ou un habitat troglodytique.

## Histoire
Sur la route romaine de Poitiers à Saintes, la première étape, attestée par les cartulaires médiévaux, est Croutelle, blottie dans son vallon au bord de la Feuillante. Un habitat troglodyte à l'époque gallo-romaine lui vaut sans doute son nom de Cruptellae qu'elle conservera jusque vers 1130.
On lui connaît au IIIe siècle une église paroissiale sous le vocable de Saint-Barthélemy, qui sera un jour élevée en prieuré, et au début du XIVe siècle une fondation caritative, accueillant indigents et malades, l'Aumônerie dont dépend un Hôtel-Dieu, où l'on soigne les « lépreux blancs » ou « faux lépreux », tandis que les vrais lépreux étaient en traitement à Mezeaux.
Alentour s'y développent des ateliers de tourneurs sur bois, dont les finesses et les tournures se répandent bien au-delà du Poitou, jusqu'aux extrémités du royaume. Les menuisiers ingénieux, ciselant le buis et le fusain, multiplient quenouilles et fuseaux, quilles et boules, flûtes, pipeaux, haut-bois, cornemuses, flageolets et sifflets, pour le plaisir des paysans comme pour celui des princes, les branles de village et les fêtes de cour. Un jour lointain encore, la reine Catherine de Médicis accueillera en son palais toute une collection de ces menus objets, dont les noms des rues Vincent-Pya et André-Pineau perpétuent aujourd'hui le souvenir.
Le XVe siècle voit la colline de la Mothe se doter d'un château, dû à Simon Mourraut, commissaire de la recette et de l'emploi des deniers communs de la ville de Poitiers. Après quatre-vingts ans, le domaine passe dans la maison du Puy du Fou, vieille famille poitevine, titulaire d'importantes magistratures, pour échoir au début du XVIIe siècle à Godefroy Poussineau, trésorier de France à Poitiers, qui agrandira le château et dont la descendance en maintiendra l'éclat jusqu'en 1850, date à laquelle la terre de la Mothe entre dans la famille Paulze d'Ivoy, avant de passer à la famille Laveissière. Un Paulze d'Ivoy fut le premier maire élu de Croutelle.
La création en 1431 de l'université de Poitiers, par le roi Charles VIII, donne un nouveau souffle aux abbayes voisines de Ligugé et de Fontaine le Comte qui attirent les humanistes.
Venant de Maillezais, François Rabelais élit domicile chez ses frères de Saint-Martin, d'où il se rend fréquemment à Fontaine, pour y visiter son ami helléniste l'abbé Ardillon. Chemin faisant, il dit s'arrêter à Croutelle, pour y boire à la « fontaine caballine », selon la tradition des étudiants de Poitiers, qui allaient, à chaque rentrée universitaire, y puiser l'intelligence des belles-lettres. Ainsi Croutelle entre-t-elle dans la légende ou plutôt dans l'histoire fantastique de la jeunesse de Gargantua.
Si l'humanisme fut fervent dans la contrée, la Réforme fut active à Croutelle. Calvin s'y cache en une grotte, trois nuits de suite, avant de filer vers Genève, non sans laisser derrière lui de nombreux adeptes. C'est dire que les guerres de religion seront rudes pour Croutelle : on cite plusieurs rencontres sanglantes pendant les combats de la Ligue, mais c'est la révocation de l'édit de Nantes qui portera le coup le plus dur à la prospérité du bourg en entraînant la fermeture des ateliers et la dispersion des artisans. Le lieu-dit Champ de Bataille, situé à la sortie sud de Croutelle, n'évoque cependant qu'une rixe sanglante, le 16 janvier 1669, entre deux hobereaux en colère et leur suite.
Le bourg subsiste au temps des diligences, premier relais après Poitiers sur la route de Niort : on change les chevaux avant la côte de la Mothe ; la ville dispose d'un maréchal-ferrant et deux hôtels, la Croix Blanche et le Saint Nicolas, offrent leurs commodités aux voyageurs. Un maître de poste actif, le sieur Bouchet, obtient en 1790 que Croutelle devienne chef-lieu d'un canton régnant sur Béruges, Biard, Fontaine, Iteuil, Ligugé et Vouneuil, tandis que la paroisse, tenue pendant plus de cinquante ans par l'abbé Pierre Pain, fédère les activités de toutes celles du canton.
Quelques décennies plus tard, Croutelle perd ces avantages et tombe à moins de 300 âmes. Ce déclin devait être conjuré grâce aux initiatives prises par les nouveaux propriétaires de la Mothe. La famille Laveissière fait en effet l'acquisition du château au tout début du siècle[Quand ?] et en entreprend la rénovation, mettant à contribution tous les corps de métier de la commune (menuisier, maçon, plâtrier, ferronnier, jardinier…). Non content de stimuler l'activité artisanale, Jean-Jacques Laveissière, fils de Joseph, donne à la vie municipale associative un nouvel élan, quand il est maire, charge qu'il exerce durant trois mandats successifs.
Cette continuité dans l'action municipale se retrouve dans les quatre mandats de Jean-Charles Boulanger, sous l'égide duquel la commune passe à 650 habitants, à la faveur du lotissement des Hauts-de-Croutelle, et ce malgré la fermeture de l'école primaire. Les enfants de la commune sont en majorité scolarisés sur la commune voisine de Fontaine-le-Comte.

## Politique et administration

### Liste des maires
| Période        | Période        | Identité               | Étiquette | Qualité |
| -------------- | -------------- | ---------------------- | --------- | ------- |
| mars 1983      | mars 2014      | Jean-Charles Boulanger |           |         |
| mars 2014      | septembre 2017 | Véronique Ley          | N/A       |         |
| septembre 2017 | En cours       | Arnaud Rousseau        | N/A       |         |

### Instances judiciaires et administratives
La commune relève du tribunal d'instance de Poitiers, du tribunal de grande instance de Poitiers, de la cour d'appel Poitiers, du tribunal pour enfants de Poitiers, du conseil de prud'hommes de Poitiers, du tribunal de commerce de Poitiers, du tribunal administratif de Poitiers et de la cour administrative d'appel de Bordeaux, du tribunal des pensions de Poitiers, du tribunal des affaires de la Sécurité sociale de la Vienne, de la cour d’assises de la Vienne.

### Services publics
Les réformes successives de la Poste ont conduit à la fermeture de nombreux bureaux de poste ou à leur transformation en simple relais. Toutefois, la commune a pu maintenir le sien.

## Démographie
L'évolution du nombre d'habitants est connue à travers les recensements de la population effectués dans la commune depuis 1793. Pour les communes de moins de 10 000 habitants, une enquête de recensement portant sur toute la population est réalisée tous les cinq ans, les populations de référence des années intermédiaires étant quant à elles estimées par interpolation ou extrapolation. Pour la commune, le premier recensement exhaustif entrant dans le cadre du nouveau dispositif a été réalisé en 2006.

En 2022, la commune comptait 937 habitants, en évolution de +15,39 % par rapport à 2016 (Vienne : +0,6 %, France hors Mayotte : +2,11 %).
| 1793 | 1800 | 1806 | 1821 | 1831 | 1836 | 1841 | 1846 | 1851 |
| ---- | ---- | ---- | ---- | ---- | ---- | ---- | ---- | ---- |
| 84   | 127  | 151  | 179  | 183  | 251  | 309  | 329  | 273  |

| 1856 | 1861 | 1866 | 1872 | 1876 | 1881 | 1886 | 1891 | 1896 |
| ---- | ---- | ---- | ---- | ---- | ---- | ---- | ---- | ---- |
| 280  | 236  | 220  | 229  | 231  | 237  | 234  | 241  | 196  |

| 1901 | 1906 | 1911 | 1921 | 1926 | 1931 | 1936 | 1946 | 1954 |
| ---- | ---- | ---- | ---- | ---- | ---- | ---- | ---- | ---- |
| 197  | 223  | 216  | 174  | 188  | 201  | 222  | 236  | 251  |

| 1962 | 1968 | 1975 | 1982 | 1990 | 1999 | 2006 | 2011 | 2016 |
| ---- | ---- | ---- | ---- | ---- | ---- | ---- | ---- | ---- |
| 313  | 335  | 336  | 452  | 448  | 649  | 678  | 822  | 812  |

| 2021 | 2022 | - | - | - | - | - | - | - |
| ---- | ---- | - | - | - | - | - | - | - |
| 913  | 937  | - | - | - | - | - | - | - |

En 2008, selon l’Insee, la densité de population de la commune était de 549 hab./km2 contre 61 hab./km2 pour le département, 68 hab./km2 pour la région Poitou-Charentes et 115 hab./km2 pour la France.
La commune appartient à la communauté d’agglomération de Poitiers qui connait un certain dynamisme démographique puisque sa population s’est accrue de 1,32 % par an en moyenne sur la période 1999 - 2006 (Ce taux est de 0,7 % pour le département). Ceci illustre le constat démographique suivant : des zones rurales qui perdent de plus en plus d’habitants au profit d’une zone périurbaine autour de Poitiers et de Châtellerault. Cette vaste zone concentre 70 % de la population du département (soit environ 300 000 personnes) et 25 % des moins de 20 ans. En outre, en supposant le maintien des tendances démographiques depuis 1990, entre 2006 et 2020, la population de l’aire urbaine de Poitiers devrait s’accroître de +16,5 % et celle de Châtellerault de +5,0 %. La population de la commune devrait donc continuer à croitre.
Cependant, la population du Grand Poitiers n'a quasiment pas augmenté entre 2007 et 2012 (141 986 habitants en 2007 pour 142 751 habitants en 2012). Le dynamisme démographique concerne surtout les communes limitrophes de la capitale poitevine. Ainsi, Croutelle, qui est la plus petite commune du département de la Vienne et la plus petite de l'agglomération par la population connaît toujours une belle croissance démographique : 56 habitants en plus durant cette période soit une hausse de 7  % de sa population.

## Économie
Croutelle est une commune urbaine qui n'a plus aucune activité agricole. Selon la direction régionale de l'Alimentation, de l'Agriculture et de la forêt de Poitou-Charentes, il n'y a plus d'exploitations agricoles en 2010, à la suite de la vente des dernières parcelles agricoles pour la construction d'un lotissement supplémentaire. Il en restait encore une en 2000.

## Culture locale et patrimoine

### Lieux et monuments
Le bâtiment constituant l'immeuble Le Palais est inscrit comme monument historique depuis 1996. Les façades et les toitures du corps du logis principal, le mur de clôture et le pigeonnier sont inscrits depuis 1983.
R. Proust signale un texte de la collection des Archives Historiques du Poitou qui suggère la présence d'une ancienne motte avec souterrain à l'emplacement de l'actuel château de Croutelle. « Le 13 juin 1404, un aveu rendu au duc de Berry par Simon Mourault pour sa maison de la Motte-sur-Croutelle avec fossé tout autour et la roche par dessous ».
- Église Saint-Barthélemy de Croutelle.